# Morskie przejście graniczne Trzebież
Przejście graniczne Trzebież – morskie przejście graniczne położone w Trzebieży.

## Opis
Czynne jest przez całą dobę. Przeznaczone jest dla ruchu osobowego, towarowego oraz małego ruchu granicznego. Przejście obsługuje przede wszystkim ruch graniczny portu morskiego Trzebież. Kontrolę graniczną osób towarów i środków transportu wykonuje Placówka Straży Granicznej w Szczecinie. Kontrola graniczna osób, towarów i statków oraz przewożonych nimi środków transportu, a także wyładunku lub załadunku towarów na jednostki pływające odbywa się na nabrzeżach, lub na statkach zacumowanych przy nabrzeżach portowych będących w eksploatacji, przystosowanych do postoju danego rodzaju statku lub przeładunku danego rodzaju towaru. Przy przejściu granicznym działa placówka oddziału celnego Urzędu Celnego w Szczecinie. 
W 2006 dokonano 2491 kontroli dla jachtów i łodzi sportowych.

### Przejście graniczne z NRD
Przejście zostało formalnie ustanowione w 1962, jako przejście graniczne Trzebież – rzeczne między PRL i Niemiecką Republiką Demokratyczną. Dopuszczone było przekraczanie granicy dla ruchu: 
- osobowego (tylko statkami pasażerskimi Polski i NRD dla obywateli:

1. Ludowej Republiki Bułgarii
2. Czechosłowackiej Republiki Socjalistycznej
3. Niemieckiej Republiki Demokratycznej
4. Polskiej Rzeczypospolitej Ludowej
5. Socjalistycznej Republiki Rumunii
6. Węgierskiej Republiki Ludowej
7. Związku Socjalistycznych Republik Radzieckich
8. Mongolskiej Republiki Ludowej,

- towarowego: PRL i NRD oraz przepływ statków NRD przez terytorium PRL.

Kontrolę graniczną osób, towarów i środków transportu wykonywała Graniczna Placówka Kontrolna Trzebież.